# Louis Phélypeaux de La Vrillière
Louis Phélypeaux de La Vrillière (Parigi, 14 aprile 1672 – Parigi, 7 settembre 1725) è stato un politico e nobile francese.

## Biografia
Succedette a suo padre, Balthazar Phélypeaux come segretario di stato per gli affari dei protestanti nel 1700, divenendo quindi responsabile delle richieste degli ugonotti. Nel 1715, quando il duca di Orléans, reggente di Francia, costrinse il suo parente Jérôme Phélypeaux a dare le proprie dimissioni in favore di suo figlio Jean Frédéric, Louis Phélypeaux venne posto a capo della maison du roi de France e divenne segretario di stato della marina e delle colonie, rimanendo in carica sino al 1718.
Al ministero per gli affari dei protestanti gli successe suo figlio, Louis.

## Matrimonio e figli
Sposò Françoise de Mailly-Nesle (1688–1742) nel 1700. La coppia ebbe quattro figli:
1. Anne-Marie (1702–1716)
2. Marie-Jeanne (1704–1793), sposò Jean Frédéric de La Vrillière, conte di Maurepas, nel 1718.
3. Louis (1705–1777), conte di Saint-Florentin, marchese (1725) e (1770) duca de La Vrillière
4. Louise-Françoise (1707–1737), sposò Louis de Bréhan de Plélo (1699–1734), ambasciatore francese in Danimarca.

## Araldica
| Stemma | Descrizione                                        | Blasonatura                                                                     |
|        | Louis Phélypeaux de La Vrillière Conte di Maurepas | [...]. Ornamenti esteriori da conte. Cavaliere dell'Ordine dello Spirito Santo. |